# Le Cercle (think tank)
Pour l’article homonyme, voir Le Cercle.
Le Cercle est un think tank de politique étrangère spécialisé dans la sécurité internationale.
Mis en place après la Seconde Guerre mondiale, le groupe compte des membres provenant de 25 pays et se réunit au moins deux fois par an, à Washington (États-Unis).

## Histoire
En 1951, Le Cercle a été créé par l'ancien président du Conseil des ministres français Antoine Pinay et par l'agent secret Jean Violet sous le nom de « Cercle Pinay ».
Le Cercle a fonctionné dans un anonymat presque complet depuis sa création avec seulement une poignée d'articles ayant été écrits à son sujet. Il a été mentionné dans les années 1980 par Der Spiegel en Allemagne à la suite de la controverse entourant Franz Josef Strauß, l'un des membres réguliers du Cercle.
Dans les années 1990, Le Cercle a reçu une certaine attention, après qu'un scandale impliquant Jonathan Aitken, à l'époque président du Cercle et membre du parlement du Royaume-Uni, ait éclaté. Les membres qui ont été contactées par les journaux ont refusé de répondre à toutes les questions sur le groupe.

### Liste des présidents
Le poste de président du Cercle a probablement été successivement occupé par :
|   | Date        | Nom                |
| - | ----------- | ------------------ |
| 1 | 1953 - 1971 | Antoine Pinay      |
| 2 | 1971 - 1980 | Jean Violet        |
| 3 | 1980 - 1985 | Brian Crozier (en) |
| 4 | 1985 - 1993 | Julian Amery       |
| 5 | 1993 - 1996 | Jonathan Aitken    |
| 6 | 1996 - 2008 | Norman Lamont      |
| 7 | 2008 - 2013 | Michael Ancram     |
| 8 | 2013 - 2014 | Rory Stewart       |
| 9 | 2015 - 2018 | Nadhim Zahawi      |

## Financement
En 1971, Shell a contribué à hauteur de £ 30 000 (38 000 €). La Fondation Ford a également fait don de £ 20 000 (26 000 €) sur trois ans.

## Littérature
- Adrian Hänni A Global Crusade against Communism. The Cercle in the Second Cold War dans Transnational Dimensions of Cold War Anticommunism. Actions, Networks, Transfers. Eds. Giles Scott-Smith (en), Luc van Dongen, Stéphanie Roulin. Palgrave Macmillan Transnational History Series, New York, 2014, p. 161-174
- Johannes Großmann, Die Internationale der Konservativen. Transnationale Elitenzirkel und private Außenpolitik in Westeuropa seit 1945, Munich, 2014